# Anton Ier de Géorgie
 (décembre 2023).
Si vous disposez d'ouvrages ou d'articles de référence ou si vous connaissez des sites web de qualité traitant du thème abordé ici, merci de compléter l'article en donnant les références utiles à sa vérifiabilité et en les liant à la section « Notes et références ».
Anton Ier de Géorgie (en géorgien : ანტონ I ; 28 octobre 1720 - 12 mars 1788), né Teïmouraz Bagration, est un Catholicos-Patriarche de l'Église orthodoxe géorgienne qui sert en 1744-1755 puis en 1764-1788.

## Biographie
Un des fils du roi Jessé Ier de Karthli et de sa femme, la princesse Hélène-Begoum (elle-même fille du roi Héraclius Ier de Kakhétie), Anton est né comme prince royal (batonichvili) et est élevé avec son cousin, le prince Héraclius (le futur roi Héraclius II) à Telavi (Kakhétie), où il étudie la théologie et apprend le grec, une langue tatare et le persan. À l'âge de 15 ans, Anton est fiancé à la fille de l'influent homme politique Guivi Amilakhvari, mais celle-ci est capturée par Nader Chah quand celui-ci prend Tbilissi en 1735. Selon le professeur Alexander Mikaberidze, cette reconquête de la Géorgie par Nader Chah des mains des Ottomans en 1735 durant la guerre turco-persane de 1730-1735 a un effet profond sur Anton, qui quitte la cour royale et devient un moine en 1738. Cinq ans plus tard, il rejoint le monastère de David Garedja en Kakhétie, avant d'être élu Catholicos-Patriarche de l'Église orthodoxe géorgienne en 1744. Dans une série d'évènements politiques qui se déroulent en 1744, cet épisode coïncide avec la dotation des royaumes de Karthli et de Kakhétie aux rois Teïmouraz II, son oncle, et Héraclius II, son cousin, respectivement.
Anton établit de proches relations avec les missions catholiques actives en Géorgie et s'engage à augmenter les contacts avec l'Europe occidentale, ce qui mène à de nombreuses critiques du clergé conservateur, qui l'accuse de corrompre la foix orthodoxe géorgienne et d'essayer d'introduire le catholicisme en Géorgie. Quand Teïmouraz II annule ces efforts en expulsant les missions catholiques de Géorgie, les opposants d'Anton prennent leur chance. Le conseil ecclésiastique mené par Zakarias A. Gabachvili, un opposant d'Anton, limoge le Catholicos-Patriarche de sa position le 17 décembre 1755 et installe à sa place Joseph Djandieri. Après cette décision, qui équivaut une expulsion de l'Église, puis à la suite d'un emprisonnement de 18 mois, il se réfugie en Russie, où il parvient à se faire pardonner de ses accusations par le Saint Synode de l'Église orthodoxe russe le 16 mars 1757 et est nommé Archevêque de Vladimir le 23 novembre 1757 par décret de Catherine II.
À la suite de l'invitation d'Héraclius II en 1762, Anton retourne au nouvellement-formé royaume de Karthl-Kakhétie. Dans un conseil de l'Église géorgienne, il parvient à vaincre les conservateurs et réélu comme Catholicos-Patriarche en 1764, commençant ainsi son second mandat. Il est impliqué dans les décisions politiques de son cousin et continue ses efforts de rapprocher les États géorgiens à l'Europe. En 1772-1782, Anton participe aux négociations qui aboutissent à la signature du traité de Gueorguievsk en 1783, étant lui-même envoyé par le roi en 1772.
Anton Ier meurt le 12 mars 1788 et est enterré à la cathédrale de Svetitskhoveli à Mtskheta, devant la porte royale.

## Efforts socio-culturels
Anton est un mécène généreux des arts et de la littérature géorgienne et supervise la fondation de nombreuses écoles, dont les séminaires de Tbilissi en 1755 et de Telavi en 1782. Il supervise personnellement la rédaction des programmes d'enseignement dans ces écoles, rédige le livre écolier qrtuli ghramatika en 1753 et traduit des écrits européens sur la physique, qu'il enseigne lui-même dans ses séminaires. Il est décisif dans la réorganisation du calendrier religieux, écrit de nombreuses hymnes et plusieurs canons et traduit de nombreux travaux orthodoxes russes en géorgien.
En 1769, Anton finalise son plus grand travail, nommé martirika, et commence une longue étude poétique de l'histoire culturelle de la Géorgie, nommée Tsakobilstikvaoba. Responsable du système éducationnel de Karthl-Kakhétie pour près de 25 ans, une nouvelle génération d'artistes, de scientifiques et d'auteurs fleurissent sous sa protection, dont Ambrossi de Nekressi, Gaïoz le Recteur et Philippe Qaïtmazachvili. Grâce à ses efforts, il laisse un impact profond sur les sciences de la Géorgie du XVIIIe siècle, particulièrement en philosophie et en littérature.